# Inundación en Río Negro de 1899
La inundación en Río Negro de 1899 fue un suceso meteorológico ocurrido en el mes de julio de ese año que afectó a amplias regiones del entonces Territorio Nacional de Río Negro a causa de fuertes precipitaciones que se sucedieron en la el norte de la Patagonia argentina, ocasionando la destrucción del pueblo de General Roca, el Fuerte San Javier, el Fuerte Pringles y las localidades de General Conesa y Viedma.

## Acontecimientos
La creciente del río Negro, como consecuencia de intensas lluvias producidas en la alta cuenca del Limay en los meses de mayo y junio, avanzó desde el Alto Valle llevándose todo por delante. La población de General Roca quedó inundada entre el 16 y el 20 de julio.
Las inundaciones de los valles del río Negro se produjeron de acuerdo con la disímil altitud de cada una de las depresiones. Para el día 20 llegaban a Viedma las noticias de la destrucción total del Fuerte Pringles (hoy Guardia Mitre) y del Fuerte San Javier. El pueblo de General Conesa quedó totalmente bajo las aguas el día 23 de julio.
El gobernador José Eugenio Tello ordenó la construcción de terraplenes de defensa sobre la zona costera de la ciudad de Viedma. Sin embargo, el 18 de julio comenzó a ser atacada por el agua. El 21 de julio a las ocho de la mañana, los terraplenes que mandara a construir el gobernador se rompieron y las aguas avanzaron sobre la ciudad, la casa de gobierno fue abandonada en bote por los empleados y los presos de la cárcel fueron remitidos a la comisaría de Patagones. Los vecinos que habían permanecido en la ciudad fueron salvados por embarcaciones como el vapor Limay. El 25 de julio la única edificación que se mantenía en pie era el Colegio de Salesianos que logró soportar las aguas. Ese mismo día la inundación llegó a parte de Patagones, sin embargo los lugares altos de la ciudad se mantuvieron intactos. El 27 las aguas llegaron a su altura máxima, y solo tres días después comenzaron a retroceder.
Viedma, además de ser inundada por el río, se vio anegada fundamentalmente por la laguna de El Juncal, un enorme espejo de agua ubicado a las espaldas de la ciudad, que se extendía desde el Zanjón de Oyuela hasta cerca de la desembocadura del río Negro. Habiendo pasado la inundación la capital del territorio empezó a reconstruirse pero por delante los viedmenses tenían el gran desafío de secar la laguna. El escurrimiento y secado por evaporación de la misma se demoró hasta la década de 1930.

## Consecuencias

### Cuestión de la capital del Territorio
La gobernación instaló el gobierno del territorio de Río Negro en Carmen de Patagones, pero el presidente Julio Argentino Roca decretó el 4 de septiembre de 1899 el traslado provisional de la capital a Choele Choel, única población del valle que se había salvado de las aguas. Posteriormente, mediante otro decreto fechado el 2 de noviembre, Roca designó una comisión especial para estudiar la nueva localización de la capital. Se presentaron General Roca, Choele Choel, San Antonio y Viedma como alternativas. Finalmente, y sobre la base del informe elaborado por la comisión, el presidente dictó por decreto el 10 de mayo de 1900 a Viedma como capital definitiva del territorio. La reinstalación de la capital en esa localidad se produjo el 2 de diciembre de ese año, cuando llegaron a Viedma las autoridades provinciales.

### Reconstrucción de General Roca
La localidad de General Roca fue reconstruida 5 km al oeste de su emplazamiento original por orden del coronel Jorge Rodhe, considerado refundador de la ciudad. El lugar seleccionado fue oficialmente aprobado por el decreto N° 3619 el 25 de septiembre de 1899.